# Arnoglossus marisrubri
Arnoglossus marisrubri es una especie de pez de la familia Bothidae en el orden de los Pleuronectiformes.

## Distribución geográfica
Se encuentra en las  costas del Mar Rojo.